# Vernéřovice
Vernéřovice är en ort i Tjeckien.   Den ligger i regionen Hradec Králové, i den nordöstra delen av landet, 140 km öster om huvudstaden Prag. Vernéřovice ligger 456 meter över havet och antalet invånare är 374.
Terrängen runt Vernéřovice är kuperad västerut, men österut är den platt. Runt Vernéřovice är det ganska tätbefolkat, med 72 invånare per kvadratkilometer. Närmaste större samhälle är Červený Kostelec, 17,8 km sydväst om Vernéřovice. Omgivningarna runt Vernéřovice är en mosaik av jordbruksmark och naturlig växtlighet.